# Stratonike av Pontos
Stratonike av Pontos, död mellan 65 och 63 f.Kr., var gift med kung Mithridates VI Eupator av Pontos i hans tredje äktenskap.
Stratonike var dotter till en harpist vid hovet i Pontos och arbetade själv som harpist innan Mithridates gjorde henne till en av sina älskarinnor. År 86 f.Kr. gifte han sig med henne och hon blev därmed hans tredje hustru. Hon var dock en bihustru och inte drottning, eftersom Mithridates andra hustru Monime då var drottning. 
Stratonike fick stort inflytande över Mithridates. Hon fick ansvaret för det viktiga fortet Coenum, där Mithridates förvarade sina pengar, under hans resa på Svarta havet. Hon gav dock upp Coenum till den romerske befälhavaren Pompejus i utbyte mot sin son Xiphares' liv. Då Mithridates fick veta detta avrättade han som straff Xiphares inför hennes ögon 65 f.Kr. 
Stratonike var redan död då Rom annekterade kungariket Pontos 63 f.Kr.